# Білинник Петро Сергійович
Петро́ Сергі́йович Біли́нник (нар. 1 (14) жовтня 1906, Охтирка — 14 жовтня 1998, Київ) — український оперний і камерний співак (ліричний тенор).

## Біографія
Народився 1 (14 жовтня 1906) року у місті Охтирці (тепер Сумської області). З дитинства мав виняткові музичні здібності. Спочатку співав у шкільному хорі, у 18 років організував гурток домашнього музикування, який мав у своєму репертуарі українські та російські народні пісні, твори М. Лисенка, К. Стеценка, М. Леонтовича. У 1933—1936 роках навчався в Харківській консерваторії по класу сольного співу, одночасно був артистом комсомольсько-молодіжної опери.
У 1936—1940 роках — соліст Большого театру, 1941—1942 роках — соліст Харківського театру опери та балету. У 1942—1965 роках — соліст Київського театру опери та балету, Державної академічної хорової капели УРСР «Думка», Державної заслуженої капели бандуристів УРСР.

Могила Петра Білинника

Жив у Києві. Помер 14 жовтня 1998 року. Похований на Байковому кладовищі (ділянка № 9).

## Творчість
Головні партії:
- Петро («Наталка Полтавка» М. Лисенка);
- Левко («Утоплена» М. Лисенка);
- Еол («Енеїда» М. Лисенка);
- Андрій («Запорожець за Дунаєм» С. Гулака-Артемовського);
- Тюленін («Молода гвардія» Ю. Мейтуса);
- Ленський («Євгеній Онєгін» П. Чайковського);
- Самозванець («Борис Годунов» М. Мусоргського);
- Дід Щукар («Піднята цілина» І. Дзержинського);
- Йонтек («Галька» С. Монюшка);
- Лоенгрін («Лоенгрін» Р. Вагнера) та інші.

## Нагороди
- орден Леніна і орден Трудового Червоного Прапора.
- Народний артист СРСР (1954).
- Народний артист Української РСР (1951).